# リッジレーサーV
『リッジレーサーV』（リッジレーサーファイブ、RIDGE RACER V）とは、ナムコ（後のバンダイナムコエンターテインメント）から発売されたレースゲーム。略称として『リッジV』、『RRV』などが用いられる。

## 概要
キャッチコピーは、「リッジレーサーの現代（いま）がここにある」。コンシューマーゲームの『リッジレーサー』シリーズの第5弾。
時間に応じてさまざまな雰囲気の変化を見せる背景のリッジシティを舞台に、昼夜を問わないバトルが繰り広げられる設定となっている。
PlayStation 2のローンチタイトルとして発売され、家庭用作品では初めて60fpsで描写されるようになった。リッジレーサーシリーズはPlayStationでは計4作発売されたが、PS2で発売されたタイトルは本作のみである。
2000年8月31日、エモーションエンジンをベースに開発された基板に、ナムコが新しく開発した基板を組み合わせたアーケードゲーム用の基板"SYSTEM246"を開発した。その時にアーケード版となる『リッジレーサー5 アーケードバトル』を開発していることを発表した。
『R4 -RIDGE RACER TYPE 4-』と同様コンティニュー回数に制限がある（3回まで。例外もある）。また難易度HARDはリッジレーサーシリーズの中でも高めであり、ゲーム開始時に選択するEASY・NORMAL・HARDの難易度は途中からの変更はできない。
スピード感や臨場感を出すためにアイポイント（目線）が低く設定されており街の中、コースの中、車の大きさ、道路の大きさ、車幅、垣根があれば高さはこのくらいか、などのスケールが統一されている。
各マシンのデザインは『レイジレーサー』や『R4』よりも、初代『リッジレーサー』を彷彿とさせるイメージを色濃く残している。メーカー設定も一新されている。本作からエンジンの載せ替えという新要素が追加されており、それぞれに別々のCGが用意されている。ガレージでの確認項目にエンジンとメダルが追加されている。
イメージガール（イメージキャラクター）は今作のみ永瀬麗子ではなく深水藍が登場し、オープニングムービーなどで見ることができる。PLAYSTATION FESTIVAL 2000の体験版のパッケージにもキャッチコピーは記載されているが深水藍のいないデザインとなっている。PlayStation 2版の開発時のタイトル名は新リッジレーサー (NEW RIDGE RACER)と仮名がつけられていたが、その時に深水藍の制作は行われていた。口元の下にホクロがある特徴があるものとされていた。
ゲーム中のナレーションは鮎貝健が務めている（設定は、架空のFMラジオ放送局「RIDGE CITY FM（音声周波数76.5MHz）」のラジオパーソナリティ）。また、今回はサウンドディレクターがKohta "SOLIDSTATE" Takahashiになったため、『レイジレーサー』や『R4 -RIDGE RACER TYPE 4-』とはサウンド面で路線が変わっている。BGMには初のゲストミュージシャンが参加。BOOM BOOM SATELLITES、TAKESHI UEDA (fromTHE MAD CAPSULE MARKETS)、マイク・ヴァン・ダイクが参加した。
後に発売された『リッジレーサーズ』以降のシリーズには全てニトロシステムが搭載されているため、本作が最後のニトロ無し『リッジ』である。

## システム

### 操作方法
ソニー・コンピュータエンタテインメントより発売されたデュアルショック2・デュアルショック・コントローラといったゲームコントローラの他、ネジコンとジョグコンにも対応している。
ハンドル操作は左スティックや方向キー、ネジコンの場合は左右ねじり、ジョグコンの場合はダイアルで行う。アクセルは×ボタン、あるいはIボタン。ブレーキは□ボタン、あるいはIIボタン。ミッションはATとMTを選択でき、MTの場合はシフトダウンとシフトアップを自分で操作する。なお、操作設定はオプションで変更することが可能。

## ファクトリー
プレイヤーの活動の拠点となる場所（メニュー画面）である。
RACE（レース）
様々なレースに参加して、マシンやエンジンを手に入れていくメインモード。
DESIGN（デザイン）
チーム名、クルマのカーナンバー、カラーリング、ホイールの変更などをデザインできるモード。最初は4種類のカラーリングパターンが用意されているが、ゲームが進むと新たな種類が追加される。
GARAGE（ガレージ）
獲得したマシン、エンジン、トロフィーなどを閲覧できるモード。
RECORD（レコード）
タイムや勝利数、走行距離などを確認できる。

## クラス

### マシン
スタンダードクラス
市販車から安全対策以外の一切の改造を施していないマシン。
エクストラクラス
スタンダードクラスのマシンをチューニングしたマシン。エアロパーツが装着され、エンジンもチューンアップもしくは換装されている。
デュエルクラス
エクストラクラス以下とは比較にならないほど性能が高く、操縦にもかなりのテクニックを要するモンスターマシンが揃っている。パックマンカーおよびライバルモンスター4体もこのクラスに属するため、これら5車種もデュエルバトルの「バトルロイヤル」にて使用可能。

### エンジン
スタンダードエンジン
スタンダードクラスのマシンに搭載される純正エンジン。チューニングは一切施されていない。
エクストラエンジン
エクストラクラスのマシンに搭載されるエンジン。各種性能が向上している。
オーバルエンジン
エクストラクラスのマシンに搭載されるエンジン。加速と最高速が極限までパワーアップされる一方で、ハンドリング性能は著しく低下する。デュエルバトルでは使用不可。

## レースモード

### GRAND PRIX
リッジシティで開かれるグランプリレース。ニューエントリーの際に選んだ難易度によってグランプリの名称が変わる。

#### スタンダードクラス
プレイヤーは初期状態ではマシンを所有していない。このグランプリで優勝することで、使用したスタンダードクラスのマシンとエンジンを獲得できる。
大会名
- EASY：BASIS GP
- NORMAL：FRONTAL GP
- HARD：FOUNTAIN GP

ラウンド（規定順位）
- 第1戦：PARK TOWN（4位以内）
- 第2戦：OUTER PASS（3位以内）
- 第3戦：ABOVE THE CITY（2位以内）
- 第4戦：BAYSIDE LINE（1位）

規定周回数：各コース順走3周

#### エクストラクラス
エクストラクラスのマシンで競われるグランプリ。4大会存在し、それぞれ異なるルールが存在する。エンディング後に再挑戦すると、オーバルを除きラウンドごとのコースが変化する。
レギュラー
大会名
- EASY：HEROIC GP
- NORMAL：BRAVELY GP
- HARD：SPARTAN GP

使用マシン：エクストラクラス
初回ラウンド（規定順位）
- 第1戦：OUTER PASS（4位以内）
- 第2戦：ABOVE THE CITY（3位以内）
- 第3戦：BAYSIDE LINE（2位以内）
- 第4戦：SUNNY BEACH（1位）

規定周回数：各コース順走3周
特殊規定：なし。優勝することで、使用したエクストラクラスのマシンとエンジンを獲得できる。

サドンデス
大会名
- EASY：BLAST GP
- NORMAL：GALE GP
- HARD：TORNADO GP

初回ラウンド（規定順位）
- 第1戦：BAYSIDE LINE（1位）
- 第2戦：SUNNY BEACH（1位）
- 第3戦：PARK TOWN（1位）
- 第4戦：GREEN FIELD（1位）

規定周回数：各コース順走3周
特殊規定：各セクターごとに制限時間が設けられており、時間切れになった場合は失格となる。

リバース
大会名
- EASY：KNIGHT GP
- NORMAL：BALON GP
- HARD：DUKE GP

初回ラウンド（規定順位）
- 第1戦：ABOVE THE CITY（4位以内）
- 第2戦：SUNNY BEACH（3位以内）
- 第3戦：GREEN FIELD（2位以内）
- 第4戦：PARK TOWN（1位）

規定周回数：各コース逆走3周
特殊規定：逆走以外なし。

オーバル
大会名
- EASY：THRONE GP
- NORMAL：MONARCH GP
- HARD：TYRANT GP

ラウンド（規定順位）
- AIRPORT OVAL（1位）

規定周回数：順走10周
特殊規定：オーバルエンジンを搭載したマシンを使用するグランプリ。優勝するとエンディングとなり、使用したオーバルエンジンを獲得できる。

#### マキシマムクラス
難易度がHARDの場合にのみ、TYRANT GPをクリアすると出現する最高難度のグランプリ。エクストラクラスのマシンを使用する。
大会名
- HARD：ULTIMATE GP

ラウンド（規定順位）
- 第1戦：SUNNY BEACH（1位）
- 第2戦：GREEN FIELD（1位）
- 第3戦：OUTER PASS（1位）
- 第4戦：ABOVE THE CITY（1位）

規定周回数：各コース順走5周

### DUEL
デュエルクラスのマシンと対戦するモード。「DUEL SOLO」と「BATTLE ROYAL」の2種類がある。
DUEL SOLO
タイムアタックで各ライバルの「Rマーク記録」を更新すると、そのライバルとプレイヤーで1対1の勝負をすることができる。勝利することで、対決したライバルのマシンとメダルを獲得できる。
プレイヤーはスタンダードもしくはエクストラクラスのマシンを使うことができる。オーバルエンジンは使用不可。
PLUTO
ABOVE THE CITY（順走3周）での対決。敵車はスペクトラ。驚異的な加速力を誇るが、コーナーでは大きく失速する。
DEVIL
GREEN FIELD（順走3周）での対決。敵車はクリナーレ。プレイヤーの走行ペースが遅いと停車して、一旦抜かさせたあと再び抜き返してくる。また、プレイヤーがスリップストリームに入ると、目前で急ブレーキを使用しブロックしてくる。
SPIRIT
BAYSIDE LINE（順走3周）での対決。敵車はリュムール。直線は遅い反面、コーナリングスピードが極めて速いという特徴を持っている。
ANGEL
SUNNY BEACH（順走3周）での対決。敵車はアンジェラス。スタートダッシュでプレイヤーを引き離し、そのまま逃げ切る戦術を取る。全体的に走行ペースが速く、常にコースの中央を走るためオーバーテイクが難しい。
BATTLE ROYAL（バトルロイヤル）
5台のマシンでレースを行うモード。全てのデュエルソロで勝利すると出現。OUTER PASS（順走3周）でボス4人と一度に対決する。プレイヤーはパックマンカーを含むデュエルクラスのマシンのみ使用可能。

### TIME ATTACK
プレイヤーのマシンのみでコースを3周走り、走行タイムを計測するモード。このモードのみチェックポイントで区切られたセクター（区間）タイムが表示される。

### FREE RUN
コースを自由に走ることができるモード。規定周回数はなく、走行終了後に走行距離が表示される。

### 99 TRIAL
総走行距離999 kmで出現。SUNNY BEACHを順走99周するレース。各セクターごとに制限時間が設けられているが規定順位はなく、制限時間内に完走すればクリアとなる。なお、リプレイは10周ほどで終了する。

### PAC-MAN
総走行距離3,000 kmで出現。パックマンカーを使用し、モンスターカー4台と対決するレース。コースはPARK TOWN（順走3周）。勝利することで、モンスターカー4台を獲得できる。
グズタはエンストしながらマフラーから黒煙を上げて視界を遮り、ピンキーとアオスケはプレイヤーの前にいると急ブレーキでブロックしてくる。

## コース
今作は「リッジシティ」と呼ばれる架空の市街地が舞台となっており、初代『リッジレーサー』の舞台の数年後の姿という設定になっている。AIRPORT OVALを除く6コースはすべて一部区間を共用している。全7コースにはそれぞれ順走と逆走が存在する。
SUNNY BEACH（サニービーチ）
全長：4,108 m
時間帯：昼・夕方・夜
初代作の「初級・中級」コース。市街地から山岳地帯を抜け、海岸に出る。
ボス「ANGEL」とのデュエルバトルの舞台となる。
GREEN FIELD（グリーンフィールド）
全長：5,868 m
時間帯：昼・夕方
初代作の「上級」コース。SUNNY BEACHの終盤から分岐し、高速道路を走る。
初代作と比べて道幅は広くなり、後半のS字と最終コーナーの間にあったジャンピングスポットもなくなっている。
ボス「DEVIL」とのデュエルバトルの舞台となる。
PARK TOWN（パークタウン）
全長：3,528 m
時間帯：昼・夕方・夜
シンプルなレイアウトのコース。全開区間が全体の多くを占め、タックインやドリフトを必要とする急なコーナーも少ない。
OUTER PASS（アウターパス）
全長：4,535 m
時間帯：昼・夕方
高速下の一般道からスタートし、MOUNT VALLEYの山岳地帯を走るコース。中盤の海岸でSUNNY BEACHと合流する。
高低差が激しく、序盤の山岳地帯は見通しも悪い。シケインや連続カーブも多く存在する。
ABOVE THE CITY（アバーヴザシティ）
全長：5,193 m
時間帯：昼・夜
PARK TOWN序盤から分岐し、放送局方面へ向かうコース。分岐後の複合・変則コーナーが難所。
ボス「PLUTO」とのデュエルバトルの舞台となる。
BAYSIDE LINE（ベイサイドライン）
全長：7,830 m
時間帯：夕方・夜
OUTER PASSからGREEN FIELDへの分岐を経て、RIDGE CITY BAY沿いを通り放送局方面へ向かうコース。全長はシリーズ史上最長である。
既出のOUTER PASSやGREEN FIELDの難所に加え、ブラインドコーナーやループコーナーなど様々な特殊コーナーが存在する。
ボス「SPIRIT」とのデュエルバトルの舞台となる。
AIRPORT OVAL（エアポートオーバル）
全長：3,428 m
時間帯：夕方
空港地下の貨物路を利用したオーバルコース。

## マシン
マシンはドリフトタイプとグリップタイプの2種類に分かれており、それぞれコーナリング中の操作方法が異なっている。
登場するメーカーはいずれもシリーズ初登場で、カマタ（日本）、ダンヴァー（アメリカ合衆国）、リヴェルタ（イタリア）、ヒンメル（ドイツ）、ソルダ（フランス）の5社。リヴェルタ社は次回作でソルダ社に吸収合併されるため、本作が最初で最後の登場となる。

### スタンダード・エクストラクラス
KAMATA FIARO（カマタ・フィアロ）
駆動方式：FR
タイプ：ドリフト
初級者向けマシン。旋回性能に優れる反面、加速と最高速の性能は低い。
初代『リッジレーサー』に登場した『F/A RACING』をオマージュしたデザインとなっている。
DANVER TOREADOR（ダンヴァー・トレアドール）
駆動方式：FR
タイプ：ドリフト
中級者向けマシン。フィアロよりも旋回性能で劣り、加速と最高速の性能で勝るバランス型。
RIVELTA SOLARE（リヴェルタ・ソラーレ）
駆動方式：MR
タイプ：ドリフト
上級者向けマシン。加速性能は抜きん出て高いが、旋回性能が極端に悪い。深すぎるドリフトは役に立たないので、ブレーキングとアクセル操作の双方をバランス良く使うマシンコントロールが要求される。
『レイブレーサー』に登場した『RT DEROTA』をオマージュしたデザインになっている。
KAMATA FORTUNE（カマタ・フォーチュン）
駆動方式：FF
タイプ：グリップ
初級者向けマシン。加速と最高速の性能で大きく劣るが、それをカバーするほどの強力なグリップ性能を持ち、旋回性能は非常に高い。
RIVELTA MERCURIO（リヴェルタ・メルクーリオ）
駆動方式：4WD
タイプ：グリップ
中級者向けマシン。最高速とグリップのバランスのとれた性能を持つ。
その美しさから「リッジシティの象徴」とされており、パッケージにも登場している。
HIMMEL E.O.（ヒンメル・イーオー）
駆動方式：RR
タイプ：グリップ
上級者向けマシン。スタンダードクラスではトップの最高速を誇るが、旋回性能は悪い。ハンドリングに癖があり、ステアリングを切るとテールがアウト側に振られる特性がある。

### デュエルクラス
DANVER SPECTRA（ダンヴァー・スペクトラ）
駆動方式：FR
タイプ：ドリフト
1950年代のアメリカ車やローライダーを思わせる外観に、最高出力3,221 PSを発生する10 LのV型8気筒スーパーチャージャーエンジンを搭載し、驚異的な加速性能を誇る。
パワーがあまりにも膨大なためにタイヤのグリップが追いつかず、急ハンドルやわずかなギャップで簡単にテールスライド状態になる。路面の凹凸や高速域でのコーナリングによって挙動を乱されてしまう短所は操作でカバーすることになる。
極限まで高出力を求めてチューニングされているため、レッドゾーンは10,000 rpm以上という超高回転型で、低回転域ではパワーおよびトルクがほとんど発生しないという非常にピーキーな特性を持つ。
デュエルバトルでは、ボス『PLUTO』がこの車両を使用する。
RIVELTA CRINALE（リヴェルタ・クリナーレ）
駆動方式：MR
タイプ：ドリフト
「デビルカー」の愛称の由来となった車種、初代『リッジレーサー』に登場した『13th RACING』をオマージュしたマシンで、漆黒の車体に悪魔のマーキング、カーナンバー13と、不吉な雰囲気を漂わせている。
ミッドシップに搭載されるV型12気筒クワッドターボエンジンは最高出力2,000 PSを超えるパワーを絞り出し、独特のブローオフバルブサウンドが大きく鳴り響く。
加速性能がほどよく高いため、ドリフト中でも十分な加速力をキープできる。旋回性能は並程度だが、速度域が非常に高いためにコーナーでの姿勢制御は難しい。
デュエルバトルでは、ボス『DEVIL』がこの車両を使用する。
次回作以降も登場するが、リヴェルタ社がソルダ社に吸収合併されたため、ソルダ名義での登場となる。
SOLDAT RUMEUR（ソルダ・リュムール）
駆動方式：RR
タイプ：グリップ
ミニクーペボディの後方にエンジンを積む小柄なマシン。
フロントやボディペイントは愛嬌のあるデザインだが、車体後部にマウントされたエンジンはむき出しで、さらにマフラーは車体からはみ出しているなど、リアビューからは攻撃的な印象を受ける。
旋回性能が非常に高く、ほぼ全てのコーナーをアクセル全開で曲がることができるが、その一方でややオーバーステア寄りな傾向もある。対して高速性能は控えめで、エクストラクラスと同等かそれ以下の水準にある。
デュエルバトルでは、ボス『SPIRIT』がこの車両を使用する。
KAMATA ANGELUS（カマタ・アンジェラス）
駆動方式：MR
タイプ：グリップ
2作目『リッジレーサーレボリューション』に登場した『WHITE ANGEL』をオマージュしたマシンで、純白の車体や天使のマーキングなど、クリナーレとは対を成す存在である。カーナンバーは0。
エンジンはクレーメル式W型18気筒を搭載。4大デュエルカーの中でも最高速が突出しており、591 km/hをマークする。
旋回性能も高いが、ドリフトやタックインを起こすことはできず、アクセルオフで急激に旋回性能が向上するという、前作『R4』のグリップタイプ寄りの挙動となっている。
デュエルバトルでは、ボス『ANGEL』がこの車両を使用する。
PAC-MAN（パックマン）
タイプ：ドリフト
パックマンが搭乗する車両。外見は幼児用の四輪車に酷似している。最高速はデュエルクラスの中で最も低く、加速性能も悪いが、旋回性能とグリップは高い。
サスペンションが極端に柔らかく、走行中は前後左右方向に強烈なピッチングおよびローリングを生じる。
プレイヤーが通算3,000 km走行するだけで解禁される。アカベイ以下の4台は、本車で出走するレース『パックマンGP』で勝利すると解禁される。
AKABEI（アカベイ）
タイプ：グリップ
アンジェラスと同様にグリップが非常に高く、ドリフトやタックインは不可能。ただし、こちらは速度域が上がれば上がるほど曲がらなくなるという特性を持つ。
なお、アカベイ以下の4台はスクーターにタイヤを無理矢理4本つけたような形状となっており、運転感覚も二輪車のそれとほぼ同じになっている。
AOSUKE（アオスケ）
タイプ：ドリフト
4段あるギアのギア比が不適切で、加速性能がドライバー同様「きまぐれ」である。そのためAT操作では適切に加速することができないが、最高速はNAMCO車の中で最も高い。
PINKY（ピンキー）
タイプ：グリップ
前進ギアが1段しかなく、凄まじい加速性能で発進からコンマ数秒で200 km/hオーバーに達し、わずか3秒ほどで最高速に至る。
GUZUTA（グズタ）
タイプ：グリップ
直進時は非常にテールスライドを誘発しやすいが、タックインするとグリップが急激に上がるハイサイドのような状態に陥る。そのためコーナリングが非常に難しい。

## リッジレーサーV アーケードバトル
アーケードゲーム版第5作目。『リッジレーサーV』をアーケードゲーム用に移植したタイトル。2000年11月28日稼動開始。
この作品に使われた2シート筐体は、後に同じ基板を使用する『湾岸ミッドナイト』に流用された。
サドンデスルールを採用。各1位で次のレースのプレイ料金が無料になり、1位にならなくても料金を支払えばプレイ続行は可能となり、ドライバーズポイントも有効となるなど、独特のクレジットサービスが設定されていた。

### レギュレーション
レース：5ラウンド制
使用マシン：エクストラクラス
使用コース
- 第1戦 - 第4戦：以下の4コースから1つずつ選択。ただし、一度選択したコースは次戦以降選択できない。
  - PARK TOWN（時間帯：日中）
  - OUTER PASS（時間帯：夕方）
  - ABOVE THE CITY（時間帯：日中）
  - BAYSIDE LINE（時間帯：夕方）

- 第5戦（ボーナスレース）：SUNNY BEACH（時間帯：夜間）
- GREEN FIELDとAIRPORT OVALは登場しない。

規定周回数：各コース順走3周。ただしBAYSIDE LINEのみ順走2周。
特殊規定：各セクターに制限時間が設けられ、制限時間内に次のチェックポイントまで到達できなかった時は失格となる。
ドライバーズポイント：各レースの順位に応じて、以下のポイントが加算される。コンティニューしなかった場合、ポイントは全て無効となる。
- 1位：20pt（副賞として、次のレースのコンティニュー料金が無料となる）
- 2位：16pt（2位以下はコンティニューの際、料金が必要となる）
- 3位：14pt
- 4位：12pt
- 5位：10pt
- 全5ラウンドの累積ポイント1位が、グランプリ優勝者として、パックマンのトロフィーが授与される。

## 関連商品
リッジレーサーＶ オリジナル・ゲームサウンドトラック
本作のサウンドトラック。日本では2000年1月1日にソニー・ミュージックアソシエイテッドレコーズより発売された。権利関係からか、レース中に流れる一部の楽曲は収録されていない。

## 作曲家
- Mijk Van Dijk
- BOOM BOOM Satellites
- 上田剛士

## 開発部
- 斎田栄一[9]
- 三小田晋久[10]